# Paul Anastas
Paul T. Anastas (Quincy, 16 maggio 1962) è un chimico statunitense.

## Carriera
Paul Anastas è noto per essere il padre della "Green Chemistry" e per l'apporto che ha dato all'adattamento delle sintesi chimiche al fine di ridurre i danni sia all'uomo che all'ambiente.

## Gioventù e adolescenza
Anastas è nato e cresciuto a Quincy, Massachusetts. Ha sviluppato la passione per le scienza dopo aver visto bonificare una zona umida vicino alla sua casa natale. 
Durante l'adolescenza ha conosciuto e sviluppato un'amicizia con quello che sarà poi diventato il cofondatore della green chemistry, John Warner. I due, da allora, hanno co-prodotto svariati articoli, pubblicazioni e libri di carattere scientifico, inclusi i 12 principi della chimica verde.
Ha ottenuto il diploma all'università di Boston mentre la laurea ed il dottorato in chimica con specializzazione in sintesi organica all'università di Brandeis.